# Міллерово (Куйбишевський район)
Мі́ллерово (рос. Миллерово) — село в Куйбишевському районі Ростовської області Росії. Входить до складу Кринично-Лузького сільського поселення.

## Географія
Географічні координати: 47°49' пн. ш. 39°15' сх. д. Часовий пояс — UTC+4.
Міллерово розташоване на південному схилі Донецького кряжу. Відстань до районного центру — села Куйбишева становить 25 км. Через село протікає річка Середній Тузлів.

### Урбаноніми
- вулиці — Берегова, Бойченко, Гагаріна, Денисенко, Іванькова, Ковалевського, Молодіжна, Нова, Садова, Північна, Склярова, Титаренко, Торгова, Тузловська, Фабрична, Фоменко, Квітнева, Шкільна, Ярового[2].

## Історія
Спочатку на місці теперішнього села існував хутір Терновий, де в землянках жили українські переселенці з Полтавської губернії. Згодом, рішенням військової канцелярії Області Війська Донського, даними землями був наділений донський козак Іван Абрамович Міллер, який ініціював переселення сюди сімей кріпаків. Новоприбулі збудували тут нові землянки та приміщення для худоби. Керував поселенням козак із Черкаська — товариш по службі та сусід Міллера, оскільки останній продовжував офіцерську службу і рідко відвідував свій маєток.
Місцеве населення займалося хліборобством та випасом худоби. Реалізовану продукцію продавали в найближчих великих містах, зокрема в Таганрозі, Ровеньках, Новочеркаську та Ростові-на-Дону.
Влітку 1800 року Федір Міллер (син Івана Абрамовича) зареєстрував у військовій канцелярії Області Війська Донського нове поселення — хутір Міллерово-Тузловський. Однак запис про його заснування з'явилася в описі реєстраційних справ канцелярії лише в 1801 році.
У 1850 році з ініціативи Олександра Федоровича Міллера на хуторі було побудовано церкву, а після 1858 року Міллер, разом з сусідами-поміщиками розпочали будівництво вітряка.
Через скрутне фінансове становище 1879 року маєток Міллерів було продано ростовському купцеві Івану Мартиновичу Шапошникову, який згодом побудував для місцевих селян дворічну церковнопарафіяльну школу.
У грудні 1929 року під час зборів у церковнопарафіяльній школі селянами було вирішено в січні наступного року створити сільгоспартіль «Донська Правда». Розпочався період розкуркулювання, деяких селян було відправлено до Сибіру. На зміну прийшов суспільний терор силами НКВС, зміст якого полягав в ув'язненні до концентраційних таборів ГУЛАГу людей за звинуваченнями у шпигунстві, диверсіях, шкідництві, буржуазному націоналізмі або ж їх страті. Під час «безбожної п'ятирічки» представники радянської влади забрали з церкви хрести, вази, срібні оклади; у 1934 році вивезли дзвони як цінний метал, а саму святиню переробили в клуб.
Після бойових дій часів Другої світової війни, на території Міллерова залишилося десять братських могил. У 1980 році солдати з них були перепохованні на площі в центрі села в одну братську могилу, яка налічує 292 бійця.

## Населення
За даними перепису населення 2010 року на території села проживало 1008 осіб. Частка чоловіків у населенні складала 47,8 % або 482 особи, жінок — 52,2 % або 526 осіб.

## Економіка
На території села працює сільськогосподарський виробничий кооператив «Міллеровський», що спеціалізується на вирощуванні олійних, кормових, зернових і зернобобових культур.

## Соціальна сфера
У селі діють фельдшерський пункт, сільська бібліотека, середня загальноосвітня школа та дошкільний навчальний заклад «Струмочок».

## Пам'ятки
На території села знаходиться братська могила 292 радянських воїнів, що загинули під час Другої світової війни.

## Відомі люди
- Алісов Євгеній Олексійович (1929–2008) — Герой Соціалістичної Праці.